# Тенеєво (Янтіковський район)
Тене́єво (рос. Тенеево, чув. Тенеяль) — присілок у складі Янтіковського району Чувашії, Росія. Входить до складу Індирцького сільського поселення.
Населення — 287 осіб (2010; 344 у 2002).
Національний склад:
- чуваші — 98 %